# Beg for Mercy
Beg for Mercy – debiutancki album hip-hopowej grupy G-Unit. Został wydany 14 listopada 2003 roku. Na płycie występuje tylko dwóch gości: Joe i Butch Cassidy.

## Sprzedaż i certyfikacje
W pierwszym tygodniu sprzedał się w 377 000 egzemplarzy. W Stanach Zjednoczonych sprzedał się w ilości 2.7 milionów egzemplarzy i 6 milionów na całym świecie. Został zatwierdzony jako podwójna platyna przez RIAA.

## Lista utworów
| Nr | Tytuł                                                                      | Producent                        | Czas | Sample                                                                           |
| -- | -------------------------------------------------------------------------- | -------------------------------- | ---- | -------------------------------------------------------------------------------- |
| 1  | "G-Unit" (Young Buck, 50 Cent & Lloyd Banks)                               | Hi-Tek                           | 3:29 | - Triumvirat – "Million Dollars"                                                 |
| 2  | "Poppin' Them Thangs" (50 Cent, Lloyd Banks & Young Buck)                  | Dr. Dre & Scott Storch           | 4:01 |                                                                                  |
| 3  | "My Buddy" (Lloyd Banks, 50 Cent & Young Buck)                             | Thayod Ausar, Eminem, Luis Resto | 3:44 | - Ennio Morricone – "Agony or Ecstacy" - dialogi z filmu Scarface                |
| 4  | "I’m So Hood" (50 Cent)                                                    | DJ Twins, Eminem, Luis Resto     | 2:26 |                                                                                  |
| 5  | "Stunt 101" (50 Cent, Lloyd Banks & Young Buck)                            | Denaun Porter                    | 3:52 |                                                                                  |
| 6  | "Wanna Get To Know You" (Young Buck, Lloyd Banks & 50 Cent, gościnnie Joe) | Red Spyda                        | 4:25 | - Marvin Gaye – "Come Live with Me Angel"                                        |
| 7  | "Groupie Love" (50 Cent, Tony Yayo & Lloyd Banks, gościnnie Butch Cassidy) | Dirty Swift, Bruce Waynne        | 4:14 | - Al Green – "Simply Beautiful"                                                  |
| 8  | "Betta Ask Somebody" (Lloyd Banks, Young Buck & 50 Cent)                   | Fusion Unltd., Jake One          | 3:53 | - Pierre-Alain Dahan – "Blue Leopard"                                            |
| 9  | "Footprints" (Young Buck & 50 Cent)                                        | Nottz                            | 4:21 | - Martha Bass – "Walk with Me"                                                   |
| 10 | "Eye For Eye" (Lloyd Banks, Young Buck & 50 Cent)                          | Hi-Tek                           | 3:56 | - Eden Raskin – "Hello Love"                                                     |
| 11 | "Smile" (Lloyd Banks & 50 Cent)                                            | No I.D.                          | 3:38 | - Syreeta Wright – "I Too Am Wanting"                                            |
| 12 | "Baby U Got" (50 Cent, Young Buck & Lloyd Banks)                           | Megahertz                        | 4:04 |                                                                                  |
| 13 | "Salute U" (Young Buck & Lloyd Banks)                                      | 7th EMP                          | 3:00 | - Johann Sebastian Bach – "Brandenburg Concerto #1 in F Major (Allego Moderato)" |
| 14 | "Beg For Mercy" (50 Cent, Young Buck & Lloyd Banks)                        | Big-Toni, Jesse XL               | 2:39 | - 50 Cent – "Back Down"                                                          |
| 15 | "G'd Up" (50 Cent, Lloyd Banks & Young Buck)                               | Dr. Dre & Scott Storch           | 4:47 |                                                                                  |
| 16 | "Lay You Down" (50 Cent, Young Buck & Lloyd Banks)                         | DJ Khalil                        | 4:03 | - Klaatu – "Doctor Marvello"                                                     |
| 17 | "Gangsta Shit" (50 Cent, Young Buck & Lloyd Banks)                         | Needlz                           | 4:12 |                                                                                  |
| 18 | "I Smell Pussy" (Tony Yayo, Lloyd Banks & 50 Cent)                         | Sam Sneed                        | 3:58 | - R. Kelly – "The Greatest Sex"                                                  |